# Rafael Castro Ordóñez

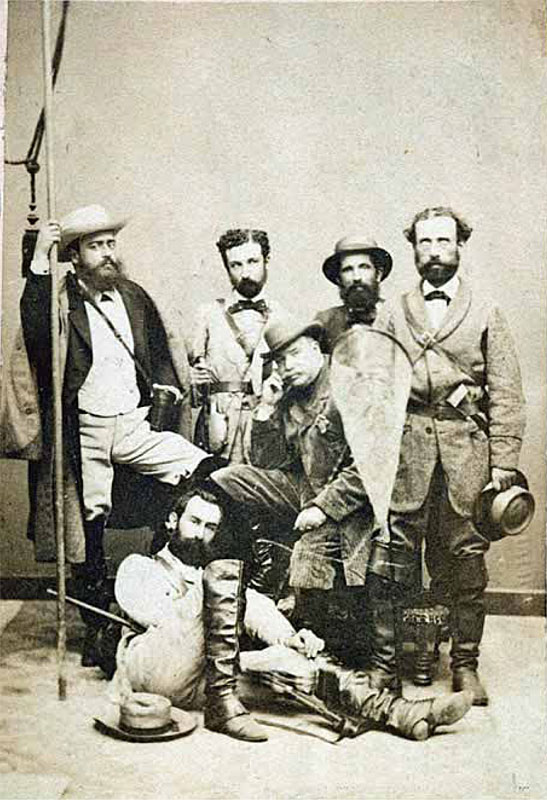
Algunos componentes de la expedición, fotografiados por Rafael Castro Ordóñez.

Rafael Castro Ordóñez (Madrid, 1830 o 1834-1865) fue un pintor, dibujante y fotógrafo español, el primer fotógrafo español en una expedición científica.

## Biografía
Nació en Madrid en 1834 o según otros autores en 1830. Entre 1848 y 1850 estudió pintura y dibujo en la Real Academia de Bellas Artes de San Fernando y ante el rendimiento económico de la fotografía decidió iniciarse en ella al igual que otros pintores en esos años; con ese motivo viajó a París para formarse con el pintor Léon Cogniet y cuando fue seleccionado para viajar en la expedición al Pacífico solicitó asesoramiento a Charles Clifford que era especialista en fotografía de viajes y que incluso se encargó de comprarle los materiales necesarios en Londres.

### La comisión científica del Pacífico (1862-1866)
Durante el reinado de Isabel II se realizó esta expedición ultramarina con el fin de fomentar la investigación naturalista y antropológica y contando con el apoyo de una escuadra colonial española a las órdenes del general Pinzón. La escuadra estaba formada por las fragatas Nuestra Señora del Triunfo y Resolución y la goleta Covadonga que zarparon del puerto de Cádiz el 10 de agosto de 1862 con destino a América Central, América del Sur y California. Por otro lado se intentaba imitar con esta expedición otras realizadas por diferentes países y especialmente la realizada por el alemán Alexander von Humboldt.
El equipo expedicionario estaba formado por tres zoólogos, un geólogo, un botánico, un antropólogo, un taxidermista y un dibujante-fotógrafo, puesto para el que se eligió a Rafael Fernández de Moratín, pero que no pudo participar por motivos de salud y se encargó el trabajo a Rafael Castro aunque sólo participó entre 1862 y 1864 ya que abandonó la expedición en Guayaquil encargándose Marcos Jiménez de la Espada de realizar las fotografías. Durante un tiempo se instaló en Valparaíso pero regresó a Madrid al deteriorarse las relaciones con Chile tras la toma de las islas Chincha por la escuadra del general Pinzón.
Su producción fotográfica abarcó desde tomas de vistas (ciudades, paisajes, ruinas, monumentos) y tipos humanos, hasta retratos de estudio. Los soportes fotográficos que utilizó fue negativos sobre placas de vidrio y copias positivas en papel a la albúmina. Publicó diversos artículos y fotografías sobre el viaje en El Museo Universal a lo largo de 1863 y 1864 (del número 7 de 1863 al 46 de 1864).
Aunque Rafael Castro es más conocido por su actividad fotográfica, antes de viajar al Pacífico realizó diversas actividades pictóricas y participó en varias exposiciones nacionales de Bellas artes en los años 1850 y 1858, así como en la 1860 en la que obtuvo una mención honorífica con su cuadro titulado Sancho García presentando a su madre la copa de vino emponzoñado que ésta le había preparado.
El 2 de diciembre de 1865 se suicidó por razones aún confusas.
Para la historia es considerado un pionero en el reportaje de viajes. Dejó una importante colección de imágenes, la mayoría conservadas en los archivos del Museo Nacional de Ciencias Naturales y en el Museo Nacional de Antropología de Madrid. Entre las exposiciones de su trabajo se encuentran: Fuentes de la memoria I en 1989, Pacífico inédito en 1992 y Rafael Castro Ordóñez. Expedición del Pacífico en 1999.

## Galería

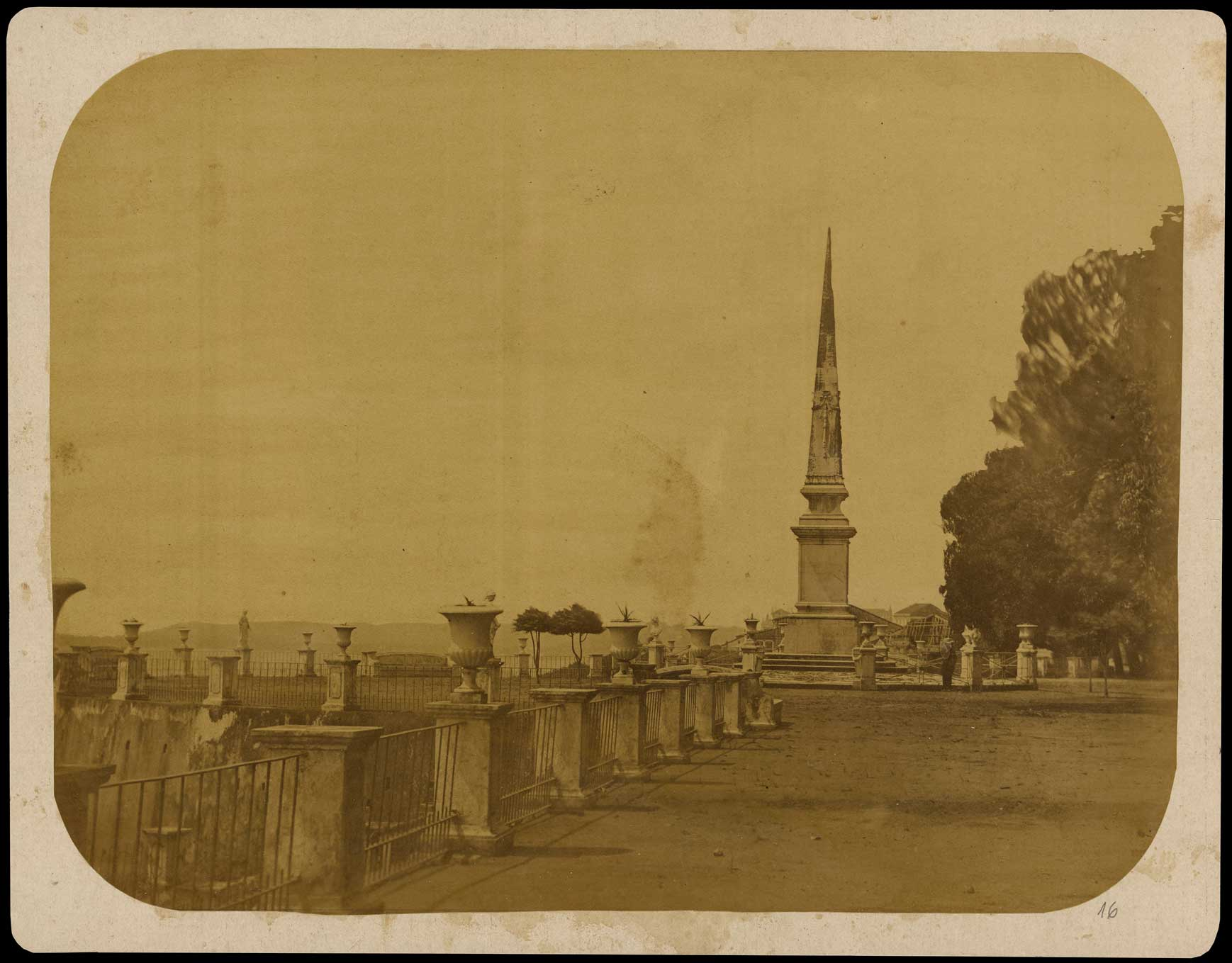
Paseo público de Salvador (Bahía), 1862
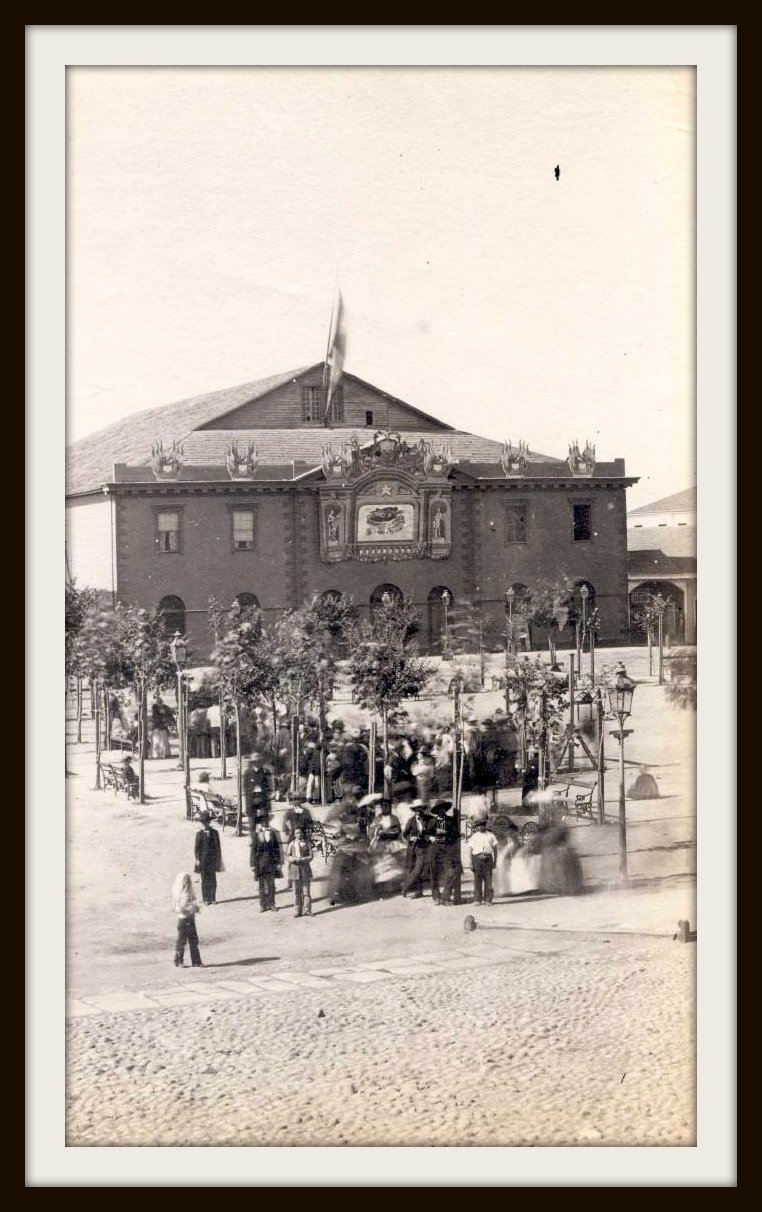
Valparaíso, primer teatro de la Victoria (actual plaza Simón Bolívar), 1864
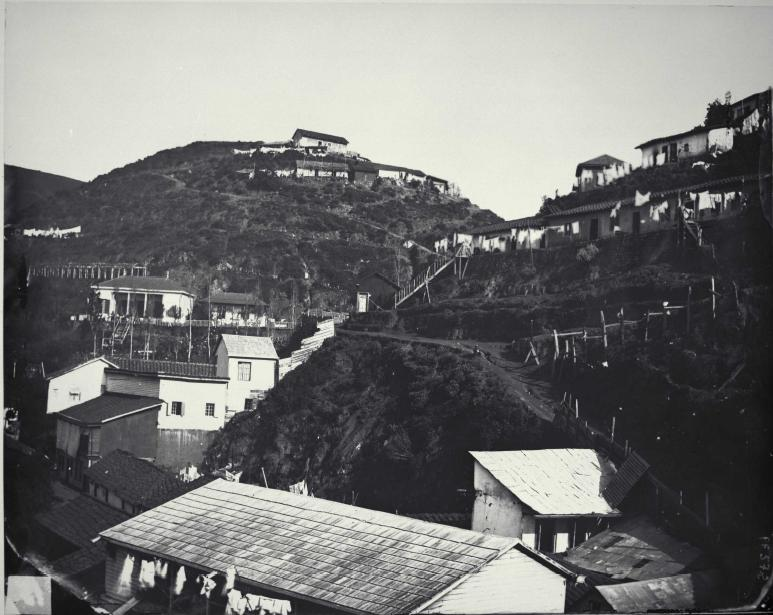
Valparaíso, quebrada San Francisco, 1863
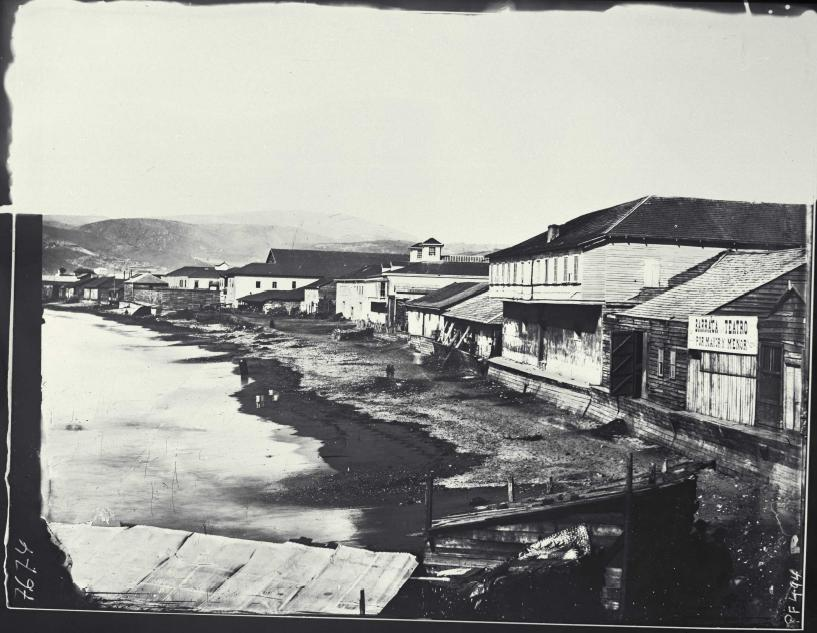
Valparaíso, Barraca del Teatro, (Actual av. Brasil), 1864
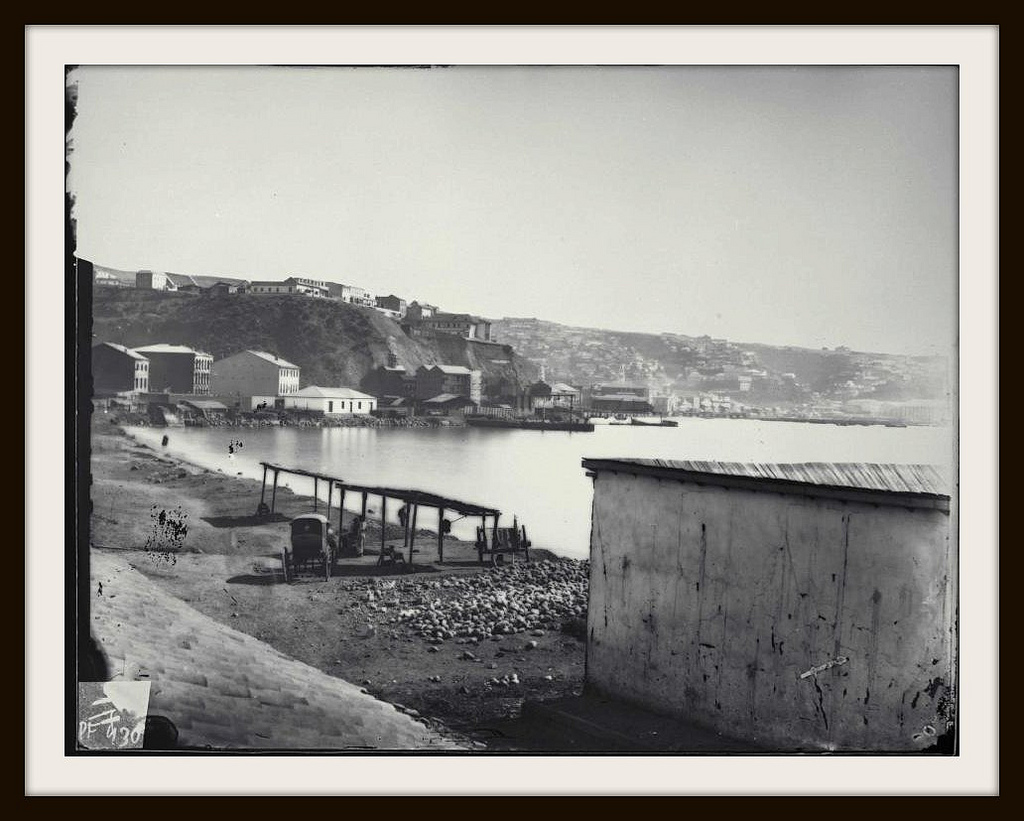
Valparaíso, Vista desde el Almendral desde el 1er teatro Victoria, 1863
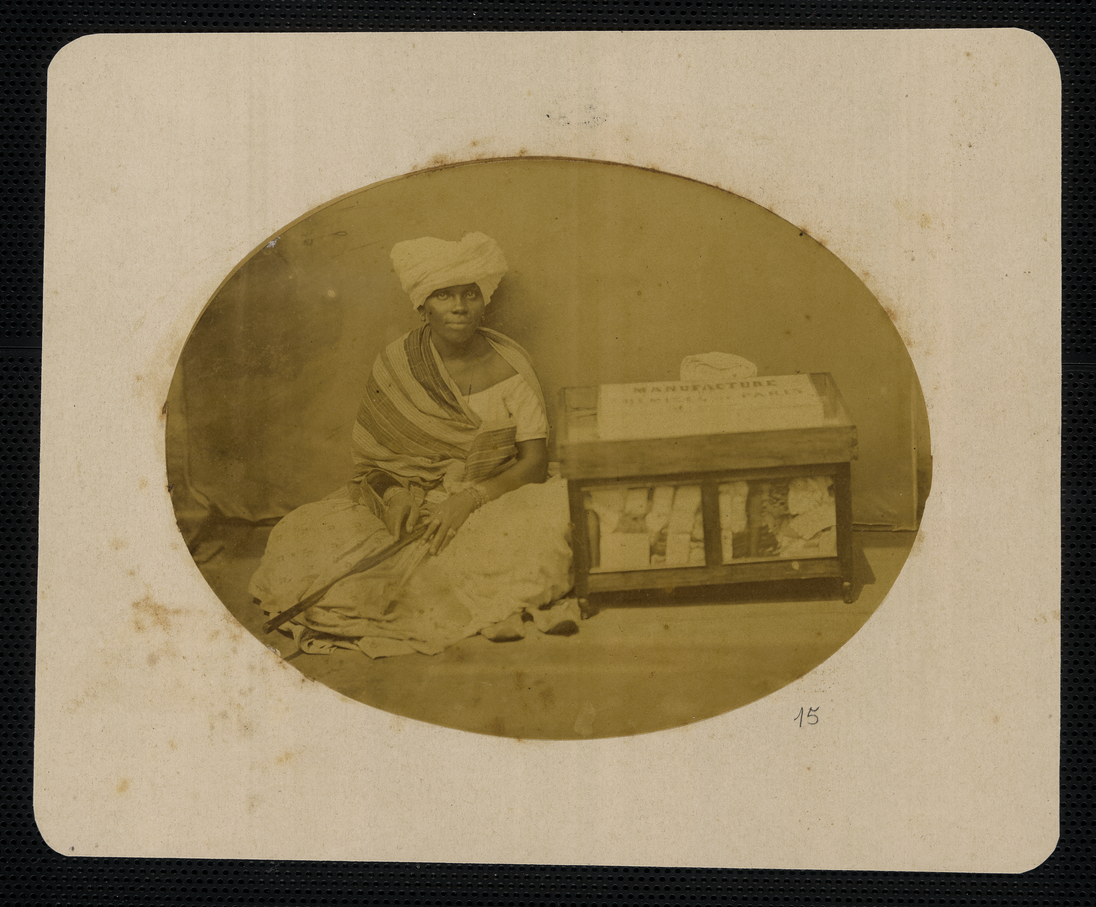
Retrato, 1862
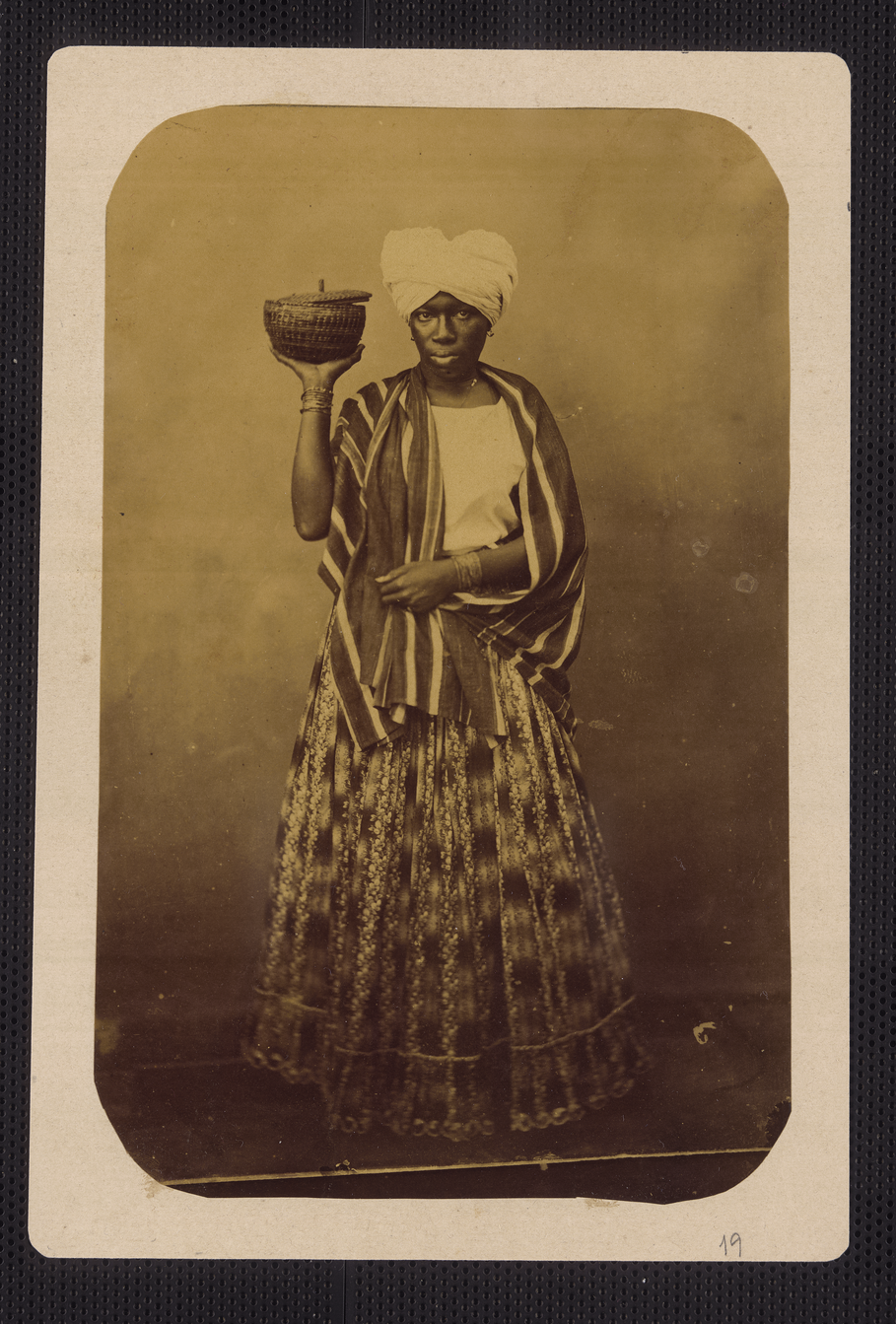
Retrato, 1862
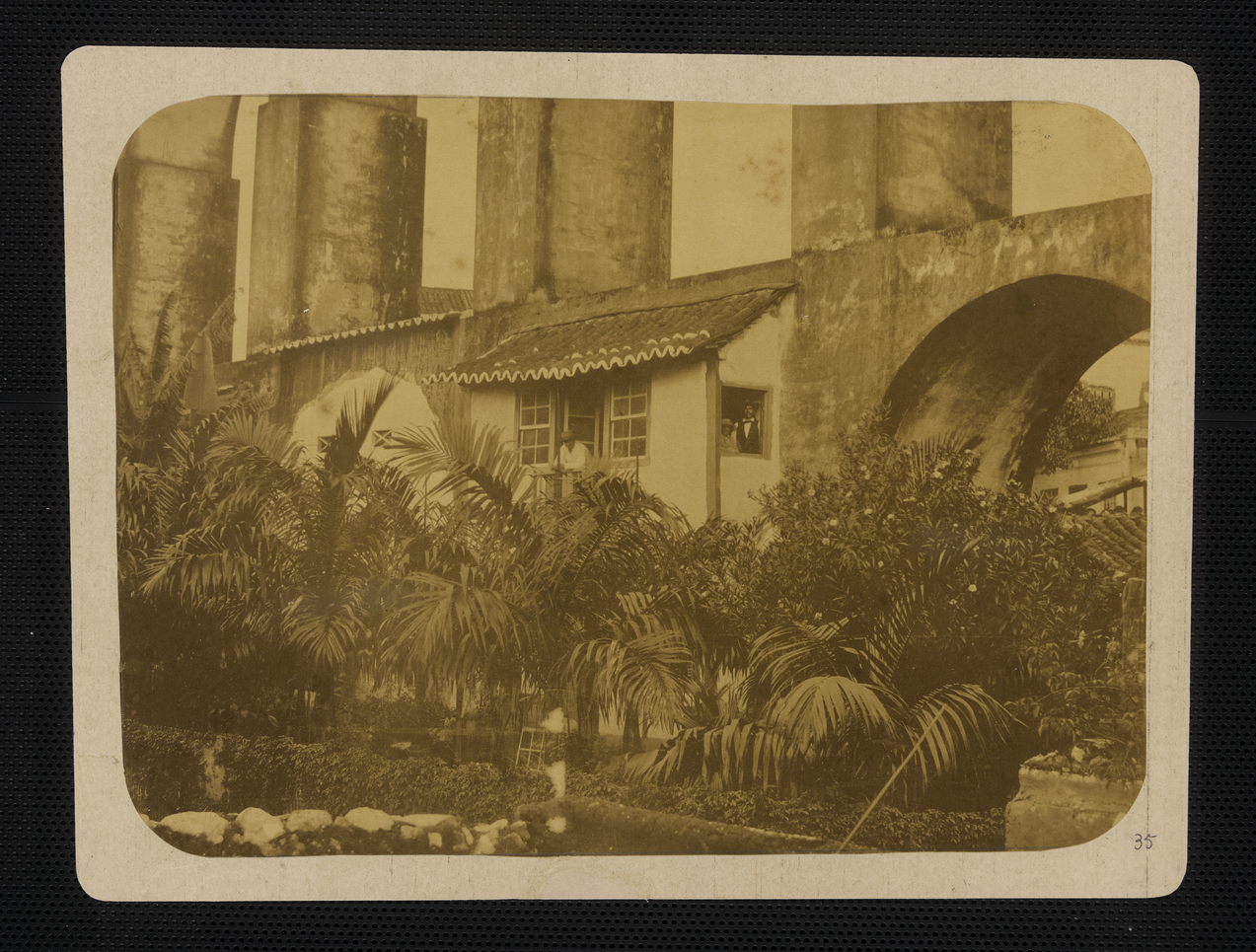
Acueducto de Santa Teresa - Casa bajo los arcos, 1862